# Kökényszövő sodrómoly
A kökényszövő sodrómoly (Archips xylosteana) a valódi lepkék (Glossata) alrendjébe tartozó sodrólepkefélék (Tortricidae) családjának egyik, hazánkban is honos faja.

## Elterjedése, élőhelye
Ez a palearktikus faj egész Európában, valamint Ázsia északi részén egészen Japánig terjedt el. Hazánkban megtalálható mindenütt, de főleg a domb- és hegyvidékeken.

## Megjelenése
Szárnya barnán tarkázott; a szárny fesztávolsága 14–22 mm.

## Életmódja
Évente egy nemzedéke kel ki, a petecsomók telelnek át fatörzseken és vastag gallyakon. Tavasszal a kis hernyók az ágcsúcsok fakadó rügyeibe rágnak be. A kinyílt leveleket hámozgatják, majd a csúcsuktól kezdve hossztengelyükre merőlegesen felgöngyölítik őket, és a levélhenger védelmében táplálkoznak. A rajzás nyár elejére esik. A lepkék nappal többnyire a növények között tartózkodnak, és alkonyatkor kelnek szárnyra. A párzás egész éjszaka tart, közben a fák nedveivel, mézharmattal és más édes nedvekkel táplálkoznak.
A kökényszövő sodrómoly polifág faj. Számos lombos fán megél, de lágyszárúakon is képes felnőni. A tavaszi molylepkeegyüttes többé-kevésbé állandó tagja. Erdős vidékeken a gyümölcsösökben (alma, körte, szilva, cseresznye okozhat kisebb károkat, de érdemleges gazdasági jelentősége nincs.

## Külső hivatkozások
- Mészáros Zoltán – Szabóky Csaba: A magyarországi molylepkék gyakorlati albuma. Budapest: Agroinform. 2005.  arch Hozzáférés: 2018. április 6. (PDF)